# NTVザ・ヒット! ピンク百発百中
『NTVザ・ヒット! ピンク百発百中!』（エヌティーヴィー ザ・ヒット ピンクひゃっぱつひゃくちゅう）は、日本テレビ系列局ほかで放送されていた日本テレビ製作のバラエティ番組である。

## 概要
ピンク・レディーがメインを務めていた番組。「バーニーちゃんの部屋」「ラジコン大戦争」「ピンクのショー」などのコーナーで構成されていた。
日本テレビ製作のピンク・レディーのレギュラー番組は、放送開始1年半前の1977年3月まで放送されていた『シャボン玉ホリデー』（第2期）以来であり、ゴールデンタイムではこれが初となった。同じく日本テレビ製作の『スター誕生!』でデビューしたピンク・レディーだが、同系列局での冠番組は大晦日特番の『ピンク・レディー汗と涙の大晦日150分!!』を除けばこれが最初で最後である。

## 出演者
- ミー（ピンク・レディー）
- ケイ（ピンク・レディー）
- 井上順
- 榊原郁恵
- バーニー - 外国の子役。当時4歳。
- リューベン&カンパニー

## スタッフ
- 監修：阿久悠
- 構成：玉井冽、鈴木桂
- 音楽：稲垣次郎、永作幸男
- 振付：西条満
- 演奏：ガッシュ・アウト
- コーラス：タイムリー
- 演出：五歩一勇、棚次隆
- プロデューサー：遠藤克彦、田中義一
- チーフプロデューサー：笈田光則
- 製作：日本テレビ

## 主題歌
- 「ピンク百発百中！のテーマ」（歌：ピンク・レディー）

## コーナー
フリフリ百発百中
一般からの参加者たちによるダンスコンテスト。初期に実施。
チビっ子歌振り百発百中
小学生以下の参加者たちによる歌合戦。最終回まで実施。
バーニーちゃんの何でも習っちゃおう！
バーニーと井上順がコーナーMCを務めていた学習バラエティコーナー。
百発百中コーナー
一般からの参加者10人がピンク・レディーのヒット曲に合わせて踊るコーナー。優勝者には30万円相当のダイヤモンドが贈られた。

## 放送時間
日本テレビ系列局では1978年10月11日から1979年9月26日まで、毎週水曜 19:00 - 19:30 （日本標準時）に放送。ただし、秋田放送と北日本放送では土曜17:00枠、山形放送では土曜18:00枠でテープネットされていた。これは、この3局がTBSの『ケンちゃんシリーズ』を水曜19:00枠に編成していたためである。
ピンク・レディーの出身地である静岡県では、TBS系列局の静岡放送にて土曜17:00枠でテープネットされていた。放送開始時には、日本テレビ系列とテレビ朝日系列のクロスネット局であった静岡けんみんテレビがすでに開局していたが、中継局が少ないゆえに放送エリアが限られたり、改編期ではない7月開局のため、スムーズな番組移行ができなかったなどの事情によりこのような形となった。また、翌年7月には日本テレビ系列局の静岡第一テレビが開局したが、前述と同じ事情により最終回まで一貫して静岡放送で放送され続けた。
その他、ネット局についての詳細は以下の「ネット局」の節を参照。

### ネット局
| 放送対象地域  | 放送局         | 放送期間           | 系列                                         | 備考                   |
| ------------- | -------------- | ------------------ | -------------------------------------------- | ---------------------- |
| 関東広域圏    | 日本テレビ     | 水曜 19:00 - 19:30 | 日本テレビ系列                               | 制作局                 |
| 北海道        | 札幌テレビ     | 水曜 19:00 - 19:30 | 日本テレビ系列                               |                        |
| 岩手県        | テレビ岩手     | 水曜 19:00 - 19:30 | 日本テレビ系列                               |                        |
| 宮城県        | ミヤギテレビ   | 水曜 19:00 - 19:30 | 日本テレビ系列                               |                        |
| 中京広域圏    | 中京テレビ     | 水曜 19:00 - 19:30 | 日本テレビ系列                               |                        |
| 近畿広域圏    | よみうりテレビ | 水曜 19:00 - 19:30 | 日本テレビ系列                               |                        |
| 鳥取県 島根県 | 日本海テレビ   | 水曜 19:00 - 19:30 | 日本テレビ系列                               |                        |
| 岡山県 香川県 | 西日本放送     | 水曜 19:00 - 19:30 | 日本テレビ系列                               |                        |
| 広島県        | 広島テレビ     | 水曜 19:00 - 19:30 | 日本テレビ系列                               |                        |
| 愛媛県        | 南海放送       | 水曜 19:00 - 19:30 | 日本テレビ系列                               |                        |
| 高知県        | 高知放送       | 水曜 19:00 - 19:30 | 日本テレビ系列                               |                        |
| 福岡県        | 福岡放送       | 水曜 19:00 - 19:30 | 日本テレビ系列                               |                        |
| 大分県        | テレビ大分     | 水曜 19:00 - 19:30 | 日本テレビ系列 テレビ朝日系列 フジテレビ系列 |                        |
| 山口県        | 山口放送       | 水曜 19:00 - 19:30 | 日本テレビ系列 テレビ朝日系列                |                        |
| 青森県        | 青森放送       | 水曜 19:00 - 19:30 | 日本テレビ系列 テレビ朝日系列                |                        |
| 秋田県        | 秋田放送       | 土曜 17:00 - 17:30 | 日本テレビ系列                               |                        |
| 山形県        | 山形放送       | 土曜 18:00 - 18:30 | 日本テレビ系列                               |                        |
| 山梨県        | 山梨放送       | 日曜 16:50 - 17:20 | 日本テレビ系列                               |                        |
| 静岡県        | 静岡放送       | 土曜 17:00 - 17:30 | TBS系列                                      |                        |
| 新潟県        | 新潟放送       | 木曜 18:30 - 19:00 | TBS系列                                      |                        |
| 石川県        | 北陸放送       | 月曜 17:30 - 18:00 | TBS系列                                      | 1979年10月1日まで放送  |
| 富山県        | 北日本放送     | 土曜 17:00 - 17:30 | 日本テレビ系列                               | 1979年9月29日まで放送  |
| 福井県        | 福井放送       | 金曜 18:00 - 18:30 | 日本テレビ系列                               | 1979年10月12日まで放送 |
| 長崎県        | テレビ長崎     | 火曜 21:30 - 22:00 | 日本テレビ系列 フジテレビ系列                |                        |
| 熊本県        | テレビ熊本     | 日曜 16:30 - 17:00 | 日本テレビ系列 テレビ朝日系列 フジテレビ系列 |                        |
| 宮崎県        | テレビ宮崎     | 木曜 19:00 - 19:30 | 日本テレビ系列 テレビ朝日系列 フジテレビ系列 |                        |
| 鹿児島県      | 鹿児島テレビ   | 金曜 19:00 - 19:30 | 日本テレビ系列 テレビ朝日系列 フジテレビ系列 |                        |
| 沖縄県        | 琉球放送       | 土曜 12:30 - 13:00 | TBS系列                                      |                        |